# 335 v.Chr.
Het jaar 335 v.Chr. is een jaartal volgens de christelijke jaartelling. 

## Gebeurtenissen

### Griekenland
- Alexander de Grote onderdrukt de barbaarse stammen in Illyrië en een opstand in Thracië.
- De Griekse stadstaat Thebe komt in opstand, Alexander de Grote eist de overgave van de stad.
- Thebe wordt door het Macedonische leger verwoest, 6.000 Thebanen worden vermoord en de overlevenden worden als slaaf verkocht.
- Alexander de Grote maakt een bedevaart naar Delphi om in de tempel van Apollo vergiffenis te vragen voor het bloedbad in Thebe.
- De Korinthische Bond geeft Alexander de Grote militaire steun voor de veldtocht tegen Perzië.
- In Korinthe ontmoet Alexander de wijsgeer Diogenes, die ongegeneerd naakt aan het zonnebaden is. Alexander vraagt hem of er iets is wat hij zou wensen. Diogenes antwoordt: "Kunt u een beetje opzij gaan, en uit de zon gaan staan." Er gaat een afkeurend gemompel door de rijen van het gevolg van Alexander, maar de koning legt hun het zwijgen op. "Was ik niet Alexander, dan zou ik Diogenes willen zijn," verklaart hij.
- Aristoteles sticht het Lyceum, een filosofieschool en schrijft zijn Poetica.

### Perzië
- De Atheense generaal Chares biedt zijn diensten aan bij Darius III.
- Darius III verslaat Chacabesh en herovert Egypte waarna hij zich met de waardigheden van een farao laat bekleden.

### Italië
- Marcus Valerius Corvus wordt voor de vierde keer als consul van de Romeinse Republiek verkozen.
- De stad Calvi in Campanië wordt een Romeinse kolonie.

## Geboren
- Herophilos van Chalcedon (~335 v.Chr. - ~280 v.Chr.), Grieks geneeskundige en grondlegger van de anatomie

## Overleden
- Hiketas van Syracuse, Grieks wiskundige en filosoof
- Eubulos, Atheens staatsman